# غاري كارتر
غاري كارتر (بالإنجليزية: Gary Carter)‏ (و. 1954 – 2012 م) هو لاعب كرة قاعدة، من الولايات المتحدة، ولد في كولفير سيتي، لوس أنجليس، كاليفورنيا، يلعب كملتقط، توفي في بالم بيتش غاردنز، عن عمر يناهز 58 عاماً، بسبب سرطان، وسرطان الدماغ.

## التعليم
تعلم في Sunny Hills High School ‏.

## جوائز
حصل على جوائز منها:
- جائزة القفاز الذهبي لرولينغز [الإنجليزية]‏.

## وصلات خارجية
- غاري كارتر على موقع دوري كرة القاعدة الرئيسي (الإنجليزية)
- غاري كارتر على موقعبيزبول رفرنس.كوم (الدوري الرئيسي) (الإنجليزية)
- غاري كارتر على موقعبيزبول رفرنس.كوم (الدوري الثانوي) (الإنجليزية)
- غاري كارتر على موقع جمعية أبحاث البيسبول الأمريكية (الإنجليزية)
- غاري كارتر على موقع إي إس بي إن.كوم (أم.أل.بي) (الإنجليزية)
- غاري كارتر على موقع مشجعي الرسوم البيانية (الإنجليزية)
- غاري كارتر على موقع قاعة مشاهير كرة القاعدة (الإنجليزية)
- غاري كارتر على موقع قاعة فلوريدا للمشاهير الرياضية (الإنجليزية)
- غاري كارتر على موقع قاعة كيبيك للمشاهير الرياضية (الفرنسية)

- غاري كارتر على موقع IMDb (الإنجليزية)
- غاري كارتر على موقع الموسوعة البريطانية (الإنجليزية)
- غاري كارتر على موقع إن إن دي بي (الإنجليزية)
- غاري كارتر على موقع قاعدة بيانات الفيلم (الإنجليزية)
- غاري كارتر على موقع قاعدة بيانات الفيلم (الإنجليزية)